# După-amiază în Drumul Taberei
După-amiază în Drumul Taberei este un film românesc din 2010 regizat de Vlad Trandafir. Rolurile principale au fost interpretate de actorii Bogdan Marhodin, Sergiu Costache.

## Distribuție
Distribuția filmului este alcătuită din:
- Andrei Mateiu
- Sergiu Costache
- Aura Călărașu
- Bogdan Marhodin
- Gabriel Sandu
- Silviu Mircescu
- Alexandru Nagy
- Vlad Trandafir
- Adrian Titieni